# Bells of Christmas
Bells of Christmas är en julsång skriven av Mike Dekle och Byron Hill. Hasse Andersson har skrivit en text på svenska med jul- och fredstema som heter Julens klockor, och spelat in den på julalbumet Jul i Kvinnaböske 1986 .